# Île Moukmouk
Île Moukmouk är en ö i Kanada.   Den ligger i provinsen Québec, i den sydöstra delen av landet, 400 km nordväst om huvudstaden Ottawa.
Runt Île Moukmouk är det mycket glesbefolkat, med 3 invånare per kvadratkilometer.